# Fjord
Fjord je dugački morski rukavac s tri strane okružen kopnom najčešće sa strmim padinama. Genetski je vezan za eroziju glacijalnog procesa, iako je u njegovom razvoju bitan utjecaj i marinskog procesa. 

## Karakteristike
Tipične karakteristike fjorda su uzak rukavac, erodirano dno duboko ispod morske površine, strme padine kopna koje ga okružuje a koje se pružaju duboko pod more i izlaz na otvoreno more.

## Nastanak
Fjordovi su nastajali u ledeno doba kad su veliki ledenjaci, otapajući se putovali prema moru odnoseći zarobljene stijene i svojim erozijskim djelovanjem dubili kopno. Takvim djelovanjem ledenjaka nastajali su čak do 800 metara duboki rukavci.

## Lokacije fjordova

### Zapadna Europska obala
- Farski otoci
- Norveška
- Island

### Novozelandska zapadna obala
- Fiordland, na jugozapadu Južnog otoka

### Sjevernoamerička zapadna obala
- Obala Britanske Kolumbije, Kanada
- Unutrašnjost Britanske Kolumbije bogata je brojnim fjordovskim jezerima
- Južna i zapadna obala Aljaske u SAD

### Zapadna obala Južne Amerike
- Jug Čilea

### Ostala ledenjačka područja
Fjordovi postoje i na nekim drugim ledenjačkim područjima kao na primjer:
- Europa
  - Irska (Jedini fjord u Irskoj je Killary Harbour u blizini Leenane, okrug Galway, na zapadnoj obali)
  - Škotska
  - Švedska
  - Galicija, pokrajina u Španjolskoj

- Sjeverna Amerika
  - Kanada: 
    - Južna i zapadna obala Newfoundlanda
    - Obala poluotoka Labrador
    - Posljednjih 100 km rijeke Saguenay u Quebecu
    - Arktički predjeli Kanade

  - Sjedinjene Američke Države
    - Somes Sound u saveznoj državi Maine

  - Grenland

- Arktik
  - Arktički otoci

- Antarktik

## Fjordovi rekorderi
Najduži fjordovi na svijetu su:
1. Scoresby Sund na Grenlandu – 350 km
2. Sognefjord u Norveškoj – 203 km
3. Hardangerfjord u Norveškoj – 179 km